# Eurycranella
Eurycranella is een geslacht van wantsen uit de familie van de Miridae (Blindwantsen). Het geslacht werd voor het eerst wetenschappelijk beschreven door Odo Reuter in 1904.

## Soorten
Het genus bevat de volgende soorten:

- Eurycranella geocoriceps Reuter, 1904
- Eurycranella nubica Linnavuori, 1975
- Eurycranella nupta (Linnavuori, 1961)